# Santo Tomás Teipan
Santo Tomás Teipan är en ort i Mexiko.   Den ligger i kommunen Santa María Ecatepec och delstaten Oaxaca, i den sydöstra delen av landet, 500 km sydost om huvudstaden Mexico City. Santo Tomás Teipan ligger 2 361 meter över havet och antalet invånare är 218.
Terrängen runt Santo Tomás Teipan är kuperad åt sydost, men åt nordväst är den bergig. Santo Tomás Teipan ligger uppe på en höjd. Runt Santo Tomás Teipan är det mycket glesbefolkat, med 4 invånare per kvadratkilometer. Närmaste större samhälle är Santa María Quiegolani, 7,9 km väster om Santo Tomás Teipan. I omgivningarna runt Santo Tomás Teipan växer i huvudsak blandskog.